# Kryddernellike-slægten
Kryddernelliker (Syzygium) er en slægt af stedsegrønne træer og buske i Myrte-familien (Myrtaceae). Slægten omfatter at 1200-1800 arter, udbredt fra Afrika, Madagascar over det sydlige Asien til det østlige Stillehav. Den største artsrigdom forekommer fra Malaysia til det nordøstlige Australien.
Flere arter dyrkes som prydplanter pga. deres smukke blade og enkelte for deres frugter der kan spises friske eller bruges til marmelade. Den økonomiske set vigtigste art er dog ægte kryddernellike (Syzygium aromaticum), hvor de uåbnede blomsterknopper bruges som krydderi. Visse af de spiselige arter er blevet almindeligt plantet i tropiske områder, hvor de nu optræder som invasive arter på visse øer. De spiselige frugter af flere arter kendes ofte under navnet "rosenæble".

## Arter med dansk navn
Flere arter har dansk navn.
- Ægte kryddernellike (Syzygium aromaticum)
- Jambolan (Syzygium cumini)
- Rosenæble (Syzygium jambos)
- Topkryddernellike (Syzygium paniculatum)
- Javaæble (Syzygium samarangense)